# Mile Mrkšić

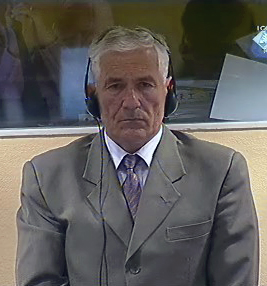
Mile Mrkšić im Gerichtssaal des ICTY (2009)

Mile Mrkšić (serbokroatisch-kyrillisch Миле Мркшић, * 20. Juli 1947 in Kozarac zu Vrginmost, SR Kroatien, Jugoslawien; † 16. August 2015 in Lissabon, Portugal) war ein General der Jugoslawischen Volksarmee (JNA) und verurteilter Kriegsverbrecher.

## Leben
Mile Mrkšić war zu Beginn des Kroatienkrieges Oberst in der JNA und als solcher Kommandant der „Motorisierten Elite-Wachbrigade“. Außerdem war er Führer der Einheit, welche die Verantwortung für den Angriff auf Vukovar 1991 hatte. Nach dem Fall von Vukovar wurde er zum General der JNA erhoben und später Führer der Armee der international nicht anerkannten Republik Serbische Krajina.
Mrkšić stellte sich am 15. Mai 2002 dem Internationalen Strafgerichtshof für das ehemalige Jugoslawien (ICTY) und wurde am selben Tag zum Gerichtssitz nach Den Haag überstellt.
Am 27. September 2007 wurde Mrkšić wegen seiner Mitverantwortung für das Massaker von Vukovar zu einer zwanzigjährigen Haftstrafe verurteilt. Er wurde der Beihilfe bei Mord und Folterung von Kriegsgefangenen für schuldig befunden: Als Hauptverantwortlicher und Oberbefehlshaber hatte er die Gefangenen des Krankenhauses in Vukovar den Mitgliedern der serbischen paramilitärischen Einheiten überlassen und sich aus den eroberten Gebieten in die Kampfzone zurückgezogen und dadurch das folgende Massaker in Kauf genommen. Der Vorwurf des Verbrechens gegen die Menschlichkeit wurde fallengelassen, vor allem, da es sich bei den Opfern um identifizierte oder vermutete Mitglieder von kroatischen Einheiten handelte. Die serbischen Einheiten, die die Opfer misshandelten und töteten, gingen davon aus, dass es sich hier um Kriegsgefangene handelte und nicht um Zivilisten.
Mrkšić starb in Haft.